# Ptychodus mortoni
Ptychodus mortoni (лат.) — вид вымерших хрящевых рыб, похожих на акул, из рода птиходусов семейства Ptychodontidae отряда гибодонтообразных, или возможно, ламнообразных. Жили в коньякском и сантонском веках верхнемеловой эпохи.
Достигали в длину 5,4 метров. Считаются донными рыбами.
Впервые зубы этого вида нашёл американский конхиолог и палеонтолог Тимоти Аббот Конрад в 1833 году в штате Алабама. Много ископаемых остатков было найдено и в Канзасе. Здесь проходил Западный центральный морской путь — море, которое в середине и конце мелового периода покрывало большие площади в центральной части Северной Америки.

## Отличительные признаки
Зубы Ptychodus mortoni отличаются от зубов почти всех остальных видов птиходуса тем, что на них рёбра расходятся радиально от вершины. По общей форме зубы этого вида больше всего похожи на зубы P. whipplei, но имеют менее выступающую вершину.